# Esquilino (rione de Roma)
El Esquilino es el decimoquinto rione de Roma, indicado como R. XV. Este topónimo también designa la zona urbanística 1E del Municipio Roma I de Roma Capitale.

## Geografía física

### Territorio
Se encuentra en el extremo este del centro histórico de Roma. Limita:
- al norte con el rione R. XVIII Castro Pretorio;
- al este con los barrios Q. XII Tiburtino[2] y Q. VII Prenestino-Labicano;[3]
- al sureste con el barrio Q. X Tuscolano;[4]
- al oeste con el rione R. I Monti.

## Historia
El nombre «Esquilino» deriva del castrum de los Equites Singulares Augusti («guardia imperial a caballo») dado que en el Celio, cerca de la actual Via Tasso, estaba su cuartel (castra priora equitum singularium). El emperador Septimio Severo edificó un nuevo complejo denominado Castra Nova equitum singularium («nuevo cuartel de los caballeros escogidos») en el lugar en el que se sitúa actualmente la Basílica de San Juan de Letrán.
El Esquilino es uno de los rioni exteriores del centro histórico de Roma. De antigua urbanización (junto con Palatina, Collina y Suburrana era una de las cuatro regiones de la Roma serviana), con sus tres colinas (Cispius, Oppius  y Fagutalis) incluía hasta la división en regiones de Augusto toda la zona que pertenece actualmente al rione Monti.
Sin embargo, el territorio del rione actual ha sido desde siempre una especie de territorio de límite de la ciudad, entendida esta como centro histórico: inicialmente al borde de las murallas servianas, de las cuales contenía el agger (que discurría desde la actual estación Termini hasta la Via Merulana), en la edad imperial se incluyó en las murallas aurelianas, pero siempre permaneció marginal a la ciudad propiamente dicha, tanto que una de las etimologías del nombre lo hace derivar del término latino esquiliae, que significa suburbios.
Hasta la época de Augusto, la zona más allá del agger de las murallas republicanas era una especie de enorme basurero de los desechos de la ciudad, y contenía también un cementerio, dividido en una zona para los esclavos y otra para los ciudadanos de modestas condiciones que sin embargo podían permitirse un puesto en un colombarium. Rodolfo Lanciani describe el descubrimiento y la exploración de unos setenta de estos puticoli en los alrededores de la actual estación Termini.
La reforma urbana realizada por Augusto, en tiempos en los que la ciudad se había extendido enormemente y nadie pensaba que necesitaría murallas nunca más, enterró bajo unas decenas de metros de tierra de relleno estos terrenos contaminados y pestilentes, a la vez que el terraplén de las antiguas murallas se convirtió en una especie de paseo público. En estos terrenos se construyeron los huertos de Mecenas, espléndidos jardines que contenían entre otros una alta torre desde la cual Suetonio dice que Nerón presenció el incendio de Roma, de los cuales se ha sacado a la luz, en 1874, el Auditorio de Mecenas. Este auditorio formaba parte de un complejo mucho más amplio, que fue demolido por completo para hacer edificable el terreno: la nueva capital necesitaba alojamiento, y sus constructores no se andaban con chiquitas.

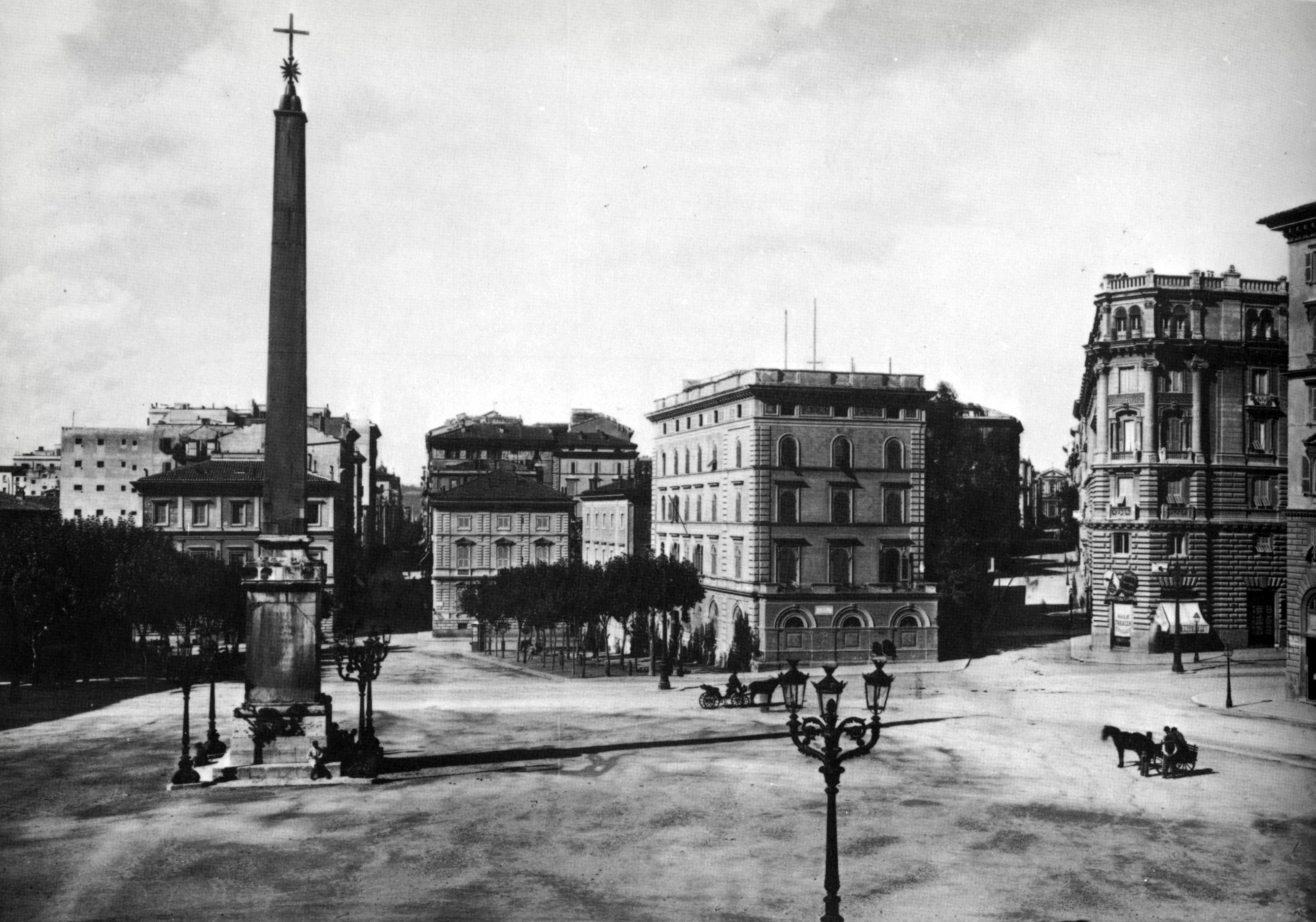
La Piazza dell'Esquilino en una foto de 1870.

Hasta el Bajo Imperio romano el Esquilino fue sede de villas residenciales, más que de casas populares: en la antigüedad el pueblo continuaba a apiñarse en los rioni más bajos, como la Suburra.
Durante la Edad Media la zona pasó a ser propiedad de varias órdenes y conventos localizados en los alrededores de Santa Maria Maggiore, y posteriormente (desde el siglo XVII) volvió a contener varias villas. En la Villa Palombara se edificó en la segunda mitad del siglo XVII la famosa Porta Alchemica, que se puede admirar actualmente en los jardines de la Piazza Vittorio Emanuele II.
Los restos antiguos, aunque relevantes, fueron eliminados completamente de la parte residencial del rione actual, edificada ex novo a partir de 1870 como barrio residencial para la nueva burguesía de la capital. Esto ha definido sus características arquitectónicas y urbanísticas, y lo hace uno de los más regulares de Roma, junto con el rione Prati.
Por su banalidad, y por la proximidad a una gran zona de infraestructuras industriales como es la estación central y sus grandes instalaciones de servicio, el rione está casi completamente fuera de los recorridos turísticos estándar, que generalmente tocan solo sus límites exteriores: las basílicas y la estación Termini.

### Escudo
Cortado; en el primero de argén un árbol al natural; en el segundo de argén un monte de tres cimas de sinople.

Escudo del Esquilino: cortado; en el primero de argén un árbol al natural; en el segundo de argén un monte de tres cimas de sinople.

## Monumentos y lugares de interés

### Lugares de interés
Por su regularidad topográfica, la zona se presenta como un cuadrilátero muy alargado, en correspondencia a los terrenos dedicados al tráfico ferroviario. Los puntos de interés del rione son:

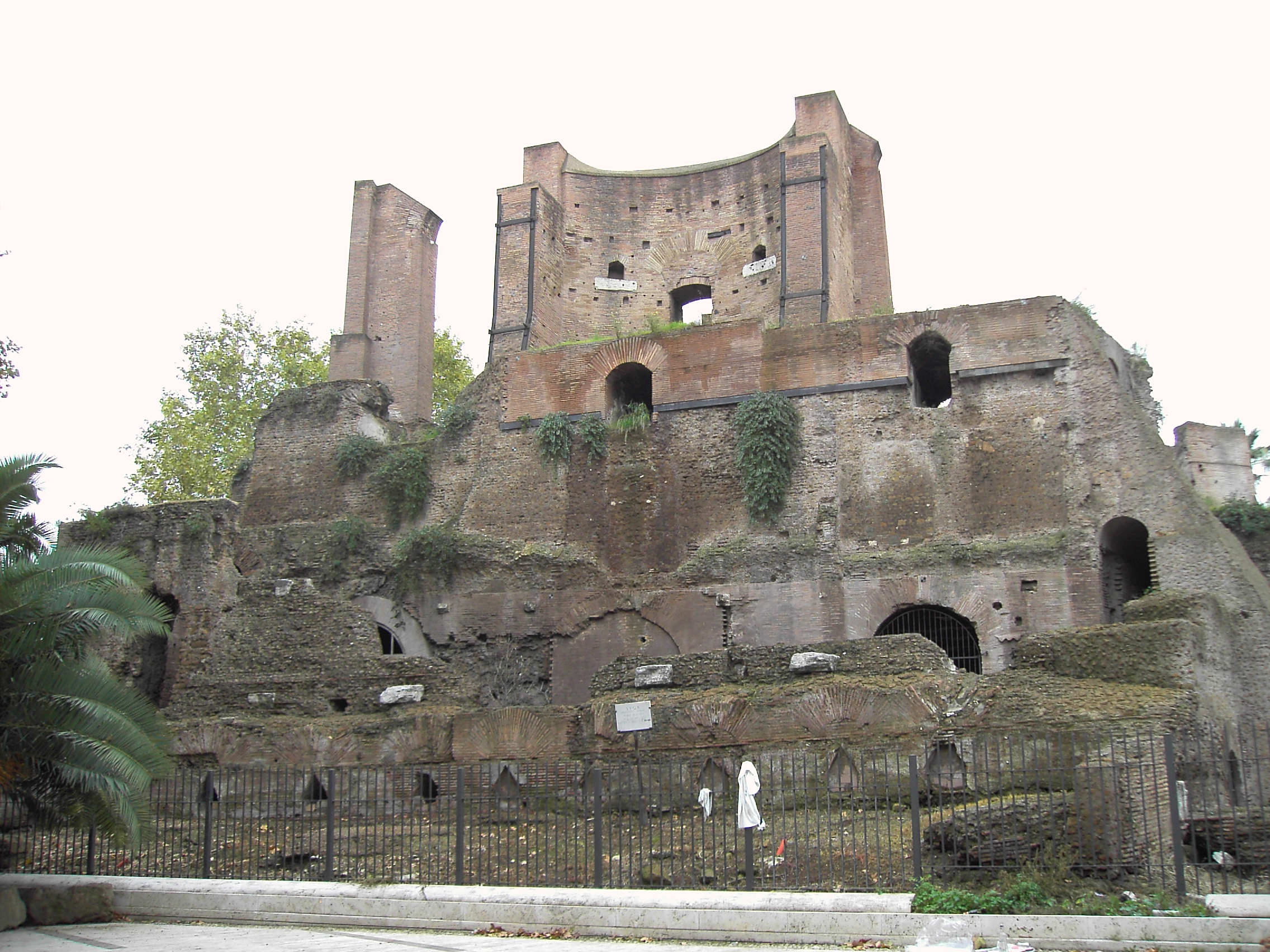
Los Trofeos de Mario en la Piazza Vittorio Emanuele.

- Estación Termini: la fachada de la estación Termini, diseñada por los arquitectos Montuori y Vitellozzi, es uno de los pocos edificios públicos construidos en Roma en la posguerra de la Segunda Guerra Mundial (1950). Del proyecto anterior de los años treinta, de clara impronta futurista, debido al ingeniero Angiolo Mazzoni, se realizaron solo los edificios técnicos.

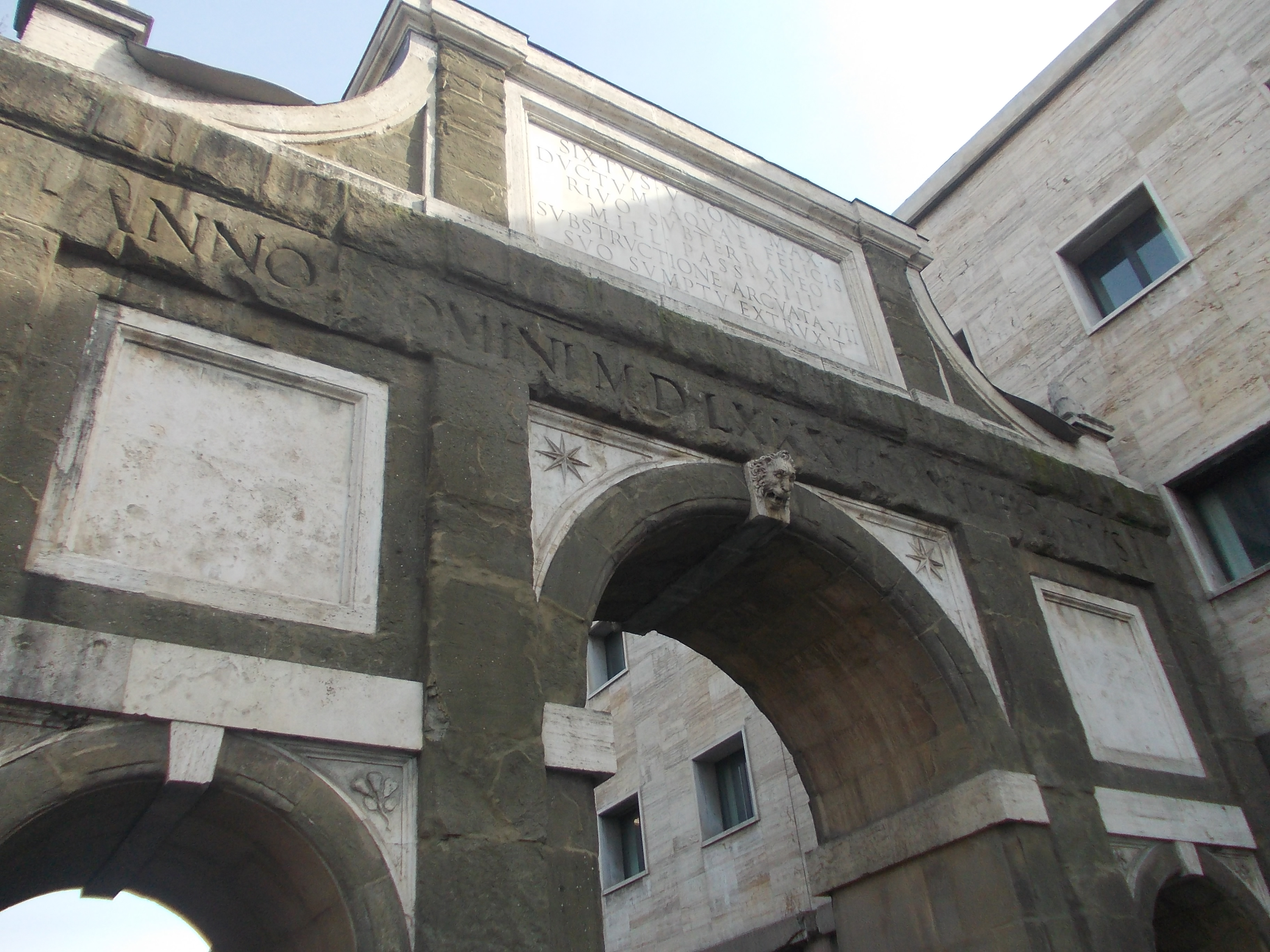
La parte superior del arco de Sixto V hacia la Via Marsala.

- Arco de Sixto V: monumento realizado en 1585 como celebración de la construcción del acueducto Felice por órdenes del papa Sixto V.
- Via Merulana: amplia calle que conecta Santa Maria Maggiore con la Piazza San Giovanni, hecha célebre por la novela Quer pasticciaccio brutto de via Merulana de Gadda, que describe bien la sociología original del rione. La calle moderna sigue el trazado de la via Gregoriana del siglo XVI, trazada por el papa Gregorio XIII y prolongada por Sixto V para ofrecer un escenario adecuado a procesiones y desfiles papales entre Santa Maria Maggiore, San Juan de Letrán, la Scala Santa y Santa Cruz de Jerusalén. A su alrededor surgieron desde el siglo XVII villas patricias suburbanas, la última de las cuales (1830) fue la villa Wolkonsky, la única que ha llegado casi íntegra hasta nuestros días, mientras las otras caían bajo la piqueta de la urbanización umbertina.
- Piazza Vittorio Emanuele II: abreviada comúnmente Piazza Vittorio, es una plaza completamente porticada según la moda piemontesa, única de su clase en Roma. En el centro hay un gran jardín, objeto en los años noventa de una restauración que ha permitido salvar los restos de los llamados «Trofeos de Mario». Este nombre procede de dos trofeos de mármol trasladados posteriormente por Sixto V a la cordonata del Capitolio. En esta zona se estableció a partir de los años sesenta una pequeña comunidad china, que ha crecido mucho en los últimos años.
- Palazzo del Freddo Giovanni Fassi: histórica heladería fundada por Giovanni Fassi.

### Arquitectura religiosa
- Basílica de Santa María la Mayor
- Basílica de la Santa Cruz de Jerusalén
- Basílica de San Antonio da Padua al Esquilino
- Iglesia de San Eusebio
- Iglesia de los Santos Vito y Modesto
- Iglesia de Santa Bibiana
- Iglesia de San Antonio Abad al Esquilino
- Iglesia de San Alfonso al Esquilino
- Iglesia de Santa Maria del Buon Aiuto nell'Anfiteatro Castrense
- Iglesia de Santa Margherita Maria Alacoque
- Iglesia de Santa María Inmaculada al Esquilino
- Capilla de Santa Elena
- Capilla de Santa María Dolorosa al Esquilino
- Chiesa de la Santa Cruz en la Estación Termini
- Oratorio de Santa María Inmaculada de la Concepción (desconsagrada)
- Oratorio de Santa Margarita (desconsagrada)
- Capilla de la Sagrada Familia de Nazaret
- Iglesia de San Juliano al Esquilino (desaparecida)

### Plazas
- Piazza Vittorio Emanuele II

### Sitios arqueológicos
- Auditorio de Mecenas, en el Largo Leopardi. Ninfeo del siglo I a. C.
- Tumba de Eurísaco, en el Piazzale Labicano. Sepulcro del siglo I a. C. Se trata de una tumba monumental situada en el exterior a la Porta Maggiore, muy cerca de ella, construida a imitación de un horno de pan y dedicada a un panadero romano.
- Porta Maggiore, entre el Piazzale Labicano y la Piazza di Porta Maggiore. Puerta del siglo I de las murallas aurelianas. La gran estructura actual con dos arcos es lo que queda de la muestra de agua en la que convergían ocho de los acueductos que alimentaban Roma, en particular el acueducto Claudio. Incorporada en las murallas aurelianas en 272, se renombró Porta Praenestina (todavía hoy la Via Prenestina sale de allí). Recibió el nombre de Porta Maggiore durante la Edad Media, presumiblemente porque desde allí se iba hacia Santa Maria Maggiore.
- Basílica subterránea de Porta Maggiore, al inicio de la Via Prenestina. Basílica neopitagórica del siglo I. Situada a poco más de cien metros al exterior de las murallas aurelianas,[7] es una estructura descubierta en 1917 cuya función no es clara (entre las hipótesis se encuentran sede de un culto piagórico o monumento funerario), que presenta importantes estucos de carácter mitólogico.
- Ninfeo de Alejandro, en los jardines de la Piazza Vittorio. Ninfeo de los siglos II-III.
- Templo de Minerva Médica, en la Via Giovanni Giolitti. Ninfeo del siglo IV.

## Museos
- Museo histórico de la Liberación
- Museo histórico de los granaderos de Cerdeña
- Museo nacional de los instrumentos musicales
- Museo histórico de la infantería
- Museo Nacional de Arte Oriental 'Giuseppe Tucci', en el Palazzo Brancaccio

## Teatros
- Teatro Ambra Jovinelli